# بال‌برنزه‌های استرالیایی
بال‌برنزه‌های استرالیایی (نام علمی: Phaps)، سرده‌ای از کبوترهای بال‌برنزه از خانواده کبوتران و بومی استرالیا است.
این سرده در سال ۱۸۳۵ توسط طبیعت‌شناس انگلیسی Prideaux John Selby با گونه بال‌برنزه معمولی (Phaps chalcoptera) به عنوان گونه نماد معرفی شد. نام سرده Phaps از کلمه یونان باستان برای کبوتر است.
این سرده شامل سه گونه است:
- بال‌برنزه معمولی، P. chalcoptera
- بال‌برنزه فرچه‌ای، P. elegans
- بال‌برنزه دسته‌ای، P. histrionica